# Draa Kebila
Draa Kebila (em árabe: ذراع قبيلة) é uma comuna localizada na província de Sétif, Argélia. Sua população estimada em 2008 era de 14 492 habitantes.